# Haniel

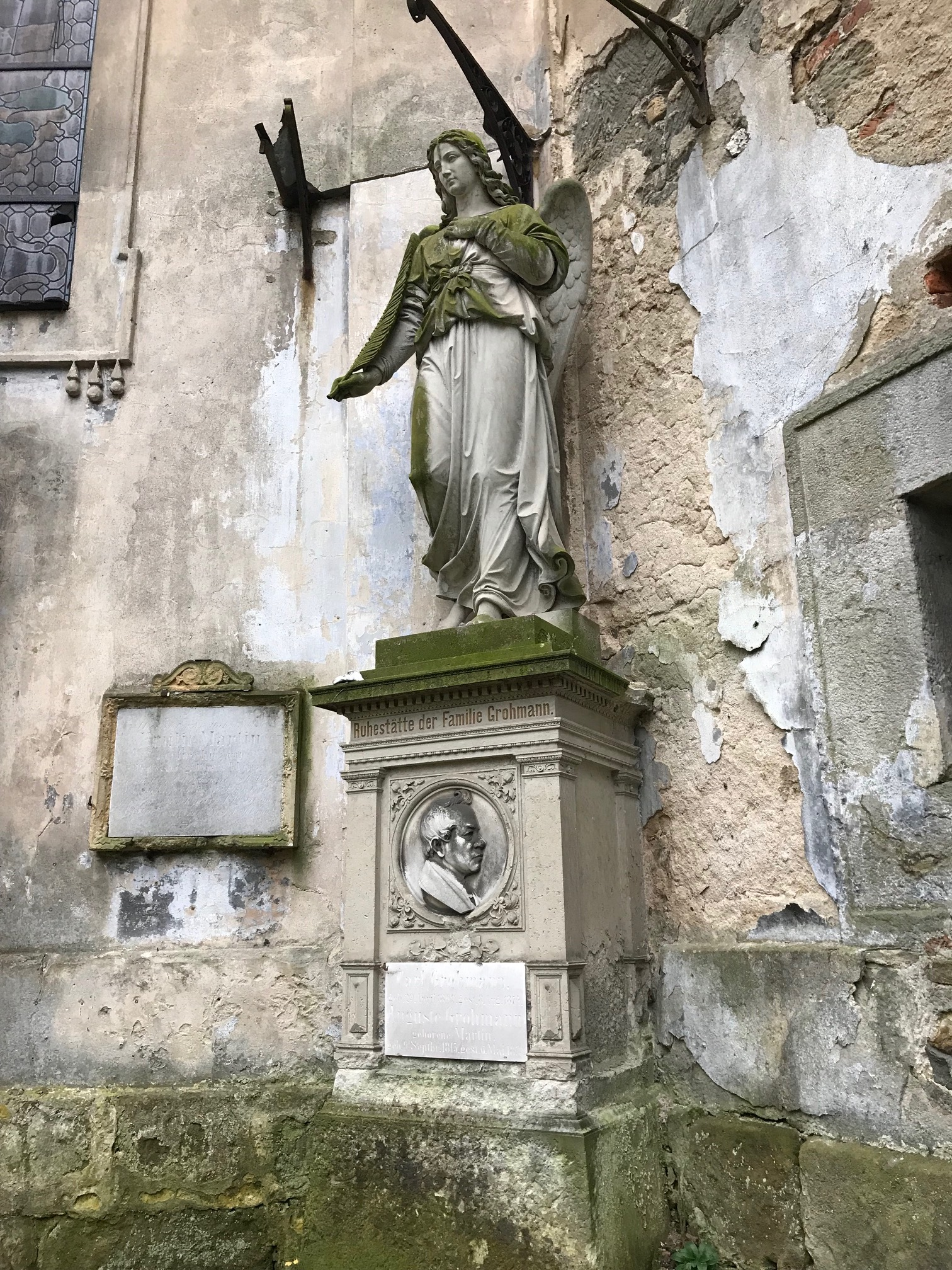
Anděl (kostel v Lindavě)

Haniel, Hani-el (hebrejsky אלוהים רחום Bůh je milostivý), též Anael, je jedním ze sedmi andělů společně předstupujících před Slávu Boha s Raguelem, Arielem, Chamuelem, Jeremielem, Rafaelem a Gabrielem. V židovském náboženství jde o kabalistického mužského anděla. Jeho jméno znamená Boží slávu spočívající v projevech smilování.

## Judaismus
V novodobé židovské literatuře je připomínán svou povahou pomocníka a utěšitele těch, kdo chtějí dobrovolně skončit svůj život sebevraždou, kterou jim zakazuje. Vystupuje často po boku Raguela při jeho pozemských misích. Atributem jeho charakteru a poslání je vstřícnost a pochopení křehké lidskosti. Náleží pouze k judaismu a jako kterýkoli další anděl může být zobrazován i s křesťanskými motivy. 

## Esoterika
Haniel přináší dobro a pomáhá budovat mysl člověka hodnotami svého sebeuvědomění, léčí ji poznáním, že život je smysluplný a je dílem Božím, a je zároveň krásný; archanděl tuto často skrytou krásu pomáhá odkrýt. 
O oblíbenosti tohoto nejvyššího židovského anděla často svědčí právě mnohost forem v rituálním využití. Kromě blankytně modrých tyrkysových či světle zelených svic v barvě svěží trávy a ametystových drahých kamenů jsou to i oleje a parfémy. Lidé věří, že Haniela lze přivolat, a pomocí těchto prostředků se mu zalíbit a dosáhnout tak úspěchů v různém usilování a vyprosit si splnění důležitých přání. 
Haniel nám pomáhá v hledání ztracených tajemství přírodních léčiv, zvláště těch, které mají něco společného s využíváním měsíční energie, v lektvarech, prášcích a krystalech. Haniel nám rovněž pomáhá těšit se ze života. Chcete-li dodat životu krásu, soulad a společnost báječných přátel, přivolejte Haniela. Tento archanděl vám rovněž pomůže udržovat se v duševní rovnováze před jakoukoliv důležitou událostí i v jejím průběhu, například při projevu, představení, první schůzce nebo pohovoru při žádosti o zaměstnání.
Podle nauk judaismu je však samostatná úcta k andělům jakéhokoli řádu nesprávný směr uctívání a sami andělé na ni nepřistupují. Rituály tudíž vyjadřují jen laickou touhu člověka naklonit si výše postavené bytosti na svou stranu. Andělé ctí jen Boha a na modlitby a vzývání reagují teprve umožní-li to jejich Pán, na něhož odkazují při styku s lidmi a to i v požehnáních. Uctívání andělů bez ohledu na Boha je v náboženství Židů bráno jako modloslužba.    
Pozdější křesťanství, vzešlé z židovství, jméno archanděla Haniela nikde neuvádí, a zůstává jakožto reálná postava anděla jen v judaistickém mysticismu, s odkazem na ústní tradici a řídké zmínky starodávných posvátných či moudrosti vyučujících, avšak těžko dostupných textů.   